# Cumbia triste
«Cumbia triste» es una canción modificada por el dúo electrónico chileno Gonzalo Martínez (Jorge González y Dandy Jack), lanzada como sencillo de su álbum Gonzalo Martínez y sus congas pensantes (1997).

## Canción
La canción, del género «electrocumbia», es una de las tres composiciones originales del disco (las otras son «La cumbia del pepino» y «¡Guapa!», compuestas por Dandy Jack), ya que las demás son covers de cumbias tradicionales.
Jorge González interpretó la canción en una versión casi igual a la original en el programa De Pé a Pa de TVN (1997) y en una versión más corta en algunos de sus conciertos solistas, incluyendo en su última actuación en la Cumbre del Rock Chileno, en 2017.
La canción también aparece en el disco 2 del álbum recopilatorio de González, Antología.

## Vídeo
Contó con un videoclip bastante sencillo dirigido por Marco González, hermano de Jorge.

## Sencillo en CD
El Sencillo en CD de «Cumbia triste» es un EP de remixes de la canción.
| N.º | Título                                               | Duración |  |
| 1.  | «Cumbia triste» (Wondabraa (Radio Edit))             | 3:52     |  |
| 2.  | «Cumbia triste» (Rodrigo Peña Mix)                   | 7:44     |  |
| 3.  | «Cumbia triste» (Discodiggers Mix)                   | 5:51     |  |
| 4.  | «Cumbia triste» (Señor Coconut Mix)                  | 10:16    |  |
| 5.  | «Cumbia triste» (New York Is Da Shit, Wondabraa Mix) | 5:45     |  |